# 왕미
왕미(王彌, ? ~ 311년)는 중국 서진의 장수이며, 동래군(東萊郡) 사람이다. 왕기(王頎)의 손자이다.

## 생애
306년(광희 원년) 현현령(惤縣令) 유백근(劉柏根)이 반란을 일으키자 가동(家僮)을 이끌고 그를 따라 장사(長史)가 되었다.
유백근이 죽자 무리를 모아 산으로 들어가 청주(靑州)·서주(徐州)·곤주(袞州)·예주(豫州) 등지를 다니며 전투를 벌였는데, 무리가 수만 명에 이르렀고 비표(飛豹)로 불렸다.
이듬해 유연(劉淵)에게 귀순해 존호를 칭할 것을 권했으며, 전공으로 정동대장군(征東大將軍)으로 승진되고 동래공(東萊公)에 봉해졌다.
311년(영가 5년) 유요(劉曜)와 함께 낙양을 공격해 함락시키고 병사를 풀어 궁성을 대대적으로 약탈했는데, 이때 회제(懷帝)는 사로잡혀 유폐당하고 양황후(羊皇后)는 욕을 당했으며, 황태자 사마전(司馬銓)은 살해되었다. 또한 능묘(陵墓)가 파헤쳐지고 궁묘(宮廟)는 불살라졌으며, 백관을 포함해 3만여 명의 남녀가 살해되었다.
이후 유요와 대립하고 석륵(石勒)의 주살을 도모했으나, 오히려 자신이 석륵에게 습격당해 살해되었으며, 무리는 석륵에게 흡수되었다.